# Кугалки
 Кугалки  — село в Яранском районе Кировской области, административный центр Кугальского сельского поселения.

## География
Расположено на расстоянии примерно 10 км по прямой на запад от города Яранск.

## История
Было известно с 1802 года как починок Кугалской с 2 дворами. В 1873 году  здесь было 7 дворов и 49 жителей. В 1890-1904 году построена Троицкая церковь, в 1905 наряду с почннком Кугальским (24 двора и 146 жителей) учтено было и село Троицкое  или Кугальское (2 двора и 10 жителей). В 1926 в уже едином селе Кугалки был 41 двор и 219 жителей, в 1950 117 и 153, в 1989 347 жителей. Работали колхозы «Кугалки» и «Искра».

## Население
Постоянное население составляло 327 человека (русские 87%) в 2002 году, 244 в 2010.

## Инфраструктура

### Достопримечательности
- Троицкая церковь